# Eva Goës
Eva Christina Goës, född Andersson den 4 juli 1947 i Umeå landsförsamling, Västerbottens län, är en svensk politiker (miljöpartist) och mellanstadielärare. Hon var Miljöpartiets andra kvinnliga språkrör under åren 1986–1988 och ledde partiet in i riksdagen 1988.

## Politiska uppdrag
Eva Goës var riksdagsledamot 1988–1991 och 1994–1998 för Stockholms län respektive kommun och ledamot i utbildningsutskottet 1988–1991 och i näringsutskottet 1994–1998.
Goës var ersättare i kommunstyrelsen 1982-1985, ledamot i Härnösands kommunfullmäktige 1998–2010 och i landstingsfullmäktige i Västernorrland 1998–2006. Hon valdes till språkrör 1986 på partikongressen i Mölndal och omvaldes 1987 på kongressen i Karlskoga och 1988 i Uppsala. I Europaparlamentsvalet 2004 stod hon som nummer två på Miljöpartiets lista. Hon stod även på listan 1999.
Hon har varit ordförande i stadsbyggnadsnämnden i Härnösand och är från 2011 vice ordförande i HEMAB, Härnösands Energi och Miljö AB som den första kvinnan på denna post. År 2023 blev hon vice ordförande i Technichus, science center i Härnösand.
Goës har även varit ersättare/delegat i nio år för Miljöpartiet de Gröna i EGP, Europeiska gröna partiet och ledamot i Miljöpartiets Internationella kommitté.

## Andra uppdrag
Eva Goës är före detta ordförande i Green Forum, som är en insamlingsstiftelse som arbetar med biståndsverksamhet inom ramen för stöd till demokratiuppbyggnad genom svenska partianknutna organisationer. Där har hon arbetat med att bygga upp gröna partier på Västra Balkan, i Södra Kaukasus, Vitryssland, Ryssland, Bolivia, Colombia, Guatemala och hela Afrika.
Idag (2016) ingår Eva Goës i Global Greens som Ambassadör efter att ha varit i Global Greens Coordination samt koordinator av Friends of the Global Greens och inblandad i finansiering, s.k. fundraiser.

## Familj
Eva Goës är halvnorska och hennes mor hette Magnhild Slettvoll som ogift. Hon har en bror, John Slettvoll, som är känd ishockeytränare. Hennes man (Stefan) tillhör den adliga ätten Goës. Eva Goës har sex barn och är utbildad folkskollärare vid seminariet i Umeå. Hon bor i Härnösand sedan 1981.

## Utmärkelser
I samband med Global Greens tredje kongress 2012 i Dakar, Senegal, erhöll hon en utmärkelse av African Greens och den 28 november 2013 i samband med Americas Greens Federation kongress för sin insats i grundandet av Partido Verde-IEP i Bolivia.